# Ітон-Естейтс (Огайо)
Ітон-Естейтс (англ. Eaton Estates) — переписна місцевість (CDP) в США, в окрузі Лорейн штату Огайо. Населення — 1155 осіб (2020).

## Географія
Ітон-Естейтс розташований за координатами 41°18′18″ пн. ш. 82°0′49″ зх. д. / 41.30500° пн. ш. 82.01361° зх. д. (41.304873, -82.013708).  За даними Бюро перепису населення США в 2010 році переписна місцевість мала площу 2,26 км², з яких 2,25 км² — суходіл та 0,01 км² — водойми.

## Демографія
Згідно з переписом 2010 року, у переписній місцевості мешкали 1222 особи в 435 домогосподарствах у складі 314 родин. Густота населення становила 541 особа/км².  Було 466 помешкань (206/км²).
Расовий склад населення:
| - 96,6 % — білих - 0,7 % — чорних або афроамериканців - 0,5 % — корінних американців - 0,2 % — азіатів |

До двох чи більше рас належало 1,6 %. Частка іспаномовних становила 2,0 % від усіх жителів.
За віковим діапазоном населення розподілялося таким чином: 24,7 % — особи молодші 18 років, 64,5 % — особи у віці 18—64 років, 10,8 % — особи у віці 65 років та старші. Медіана віку мешканця становила 38,2 року. На 100 осіб жіночої статі у переписній місцевості припадало 103,0 чоловіків;  на 100 жінок у віці від 18 років та старших — 97,4 чоловіків також старших 18 років.
Середній дохід на одне домашнє господарство  становив 55 485 доларів США (медіана — 50 083), а середній дохід на одну сім'ю — 58 590 доларів (медіана — 41 136). Медіана доходів становила 46 328 доларів для чоловіків та 34 083 долари для жінок. За межею бідності перебувало 15,7 % осіб, у тому числі 20,2 % дітей у віці до 18 років та 10,3 % осіб у віці 65 років та старших.
Цивільне працевлаштоване населення становило 473 особи. Основні галузі зайнятості: виробництво — 20,1 %, освіта, охорона здоров'я та соціальна допомога — 18,0 %, науковці, спеціалісти, менеджери — 13,1 %, роздрібна торгівля — 11,0 %.